# Tensnake
Марко Нимерски (англ. Marco Niemerski), известный под псевдонимом Tensnake (род. 1975) ― немецкий диджей и продюсер из Гамбурга, известный своим треком 2010 года «Coma Cat», который присутствовал в 15 музыкальных сборниках. «Coma Cat» достиг 85-го места в UK Singles Chart, 11-го места в UK Indie Chart и 17-го места в UK Dance Chart.

## Биография
Родился в Гамбурге 28 ноября 1975 года. Марко Нимерски рос, слушая диско, соул, буги, фанк и поп-музыку 1980-х годов. После запуска лейбла Mirau с друзьями в 2005 году, первой пластинкой Марко стала Around The House. Он дебютировал в коммерческой записи на лейбле Mirau с мини-альбомом Restless в 2006 году, за которым последовал I Say Mista в 2007 году. Марко Нимерски стал широко известен своей песней «Coma Cat» 2010 года.
В 2013 году Tensnake запустил свой собственный лейбл — True Romance. Лейбл выпустил записи таких артистов, как Alan Dixon, T. U. R. F, Sunrise Highway, Dagfest, Phil Gerus, Tiger & Woods, Gerd Janson, Tuff City Kids и ILO. Tensnake также выпустил несколько своих собственных синглов на лейбле, включая «Hello?», «Machines», «Freundchen» и «Desire».
В последние годы[когда?] Tensnake выступал на фестивалях Коачелла, Гластонбери, Panorama Festival, CRSSD Festival, Splash House, EDC Japan и Tomorrowland.
После двухлетнего перерыва Tensnake вернулся в ноябре 2019 года с треком «Rules» с участием Chenai. 27 марта 2020 года Tensnake выпустил мини-альбом Automatic remixes, в котором были представлены миксы от Gerd Janson, Kraak & Smaak и его собственный клубный микс. 8 мая 2020 года он выпустил второй сингл «Somebody Else». 10 июля 2020 года вышел сингл «Strange Without You», а 14 августа 2020 года ― «Make You Mine».
Второй студийный альбом Tensnake, L. A., был выпущен 16 октября 2020 года. Альбом рассказывает о впечатлениях диджея от Лос-Анджелеса, вечеринках и печали после окончания его 6-летних отношений. Tensnake в конце концов покинул Лос-Анджелес и вернулся в Гамбург.

## Дискография

### Альбомы
- Glow (2014)
- L.A. (2020)

### Сборники
- Tensnake - In the House (2010)

### Синглы
- «Toshi's Battle» 2006
- «Around The House» 2006
- «Look To The Sky» 2007
- «I Say Mista» 2007
- «Dust» 2007
- «White Dog» 2007
- «Show Me» 2007
- «Seconds of Gwernd» 2007
- «Hanselstadt» 2007
- «Can You Feel It» 2009
- «The Then Unknown» 2009
- «Holding Back (My Love)» 2009
- «In The End (I Want to Cry)» 2009
- «Get It Right» 2010
- «Need Your Lovin» 2010
- «Coma Cat» 2010 (UK #85)
- «You Know I Know It» 2011
- «Something About You» 2011
- «Congolal» 2011
- «Around The House» 2012
- «Mainline» 2013
- «58 BPM / See Right Through» 2013
- «Bliss» 2013
- «Keep On Talking» 2015
- «Desire» 2016
- «Freundchen» 2016
- «Cielo» 2017
- «Machines» 2017
- «Hello»? 2017
- «Rules» featuring Chenai 2019
- «Automatic» featuring Fiora 2020
- «Somebody Else» featuring Boy Matthews 2020
- «Strange Without You» featuring Daramola 2020
- «Make You Mine» 2020